# Dovregrynsnäcka
Dovregrynsnäcka (Vertigo parcedentata) är en snäckart som först beskrevs av Alexander Karl Heinrich Braun 1847.  Dovregrynsnäcka ingår i släktet Vertigo, och familjen grynsnäckor. IUCN kategoriserar arten globalt som sårbar. Arten har ej påträffats i Sverige.

## Bildgalleri

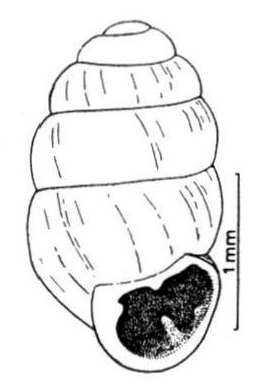
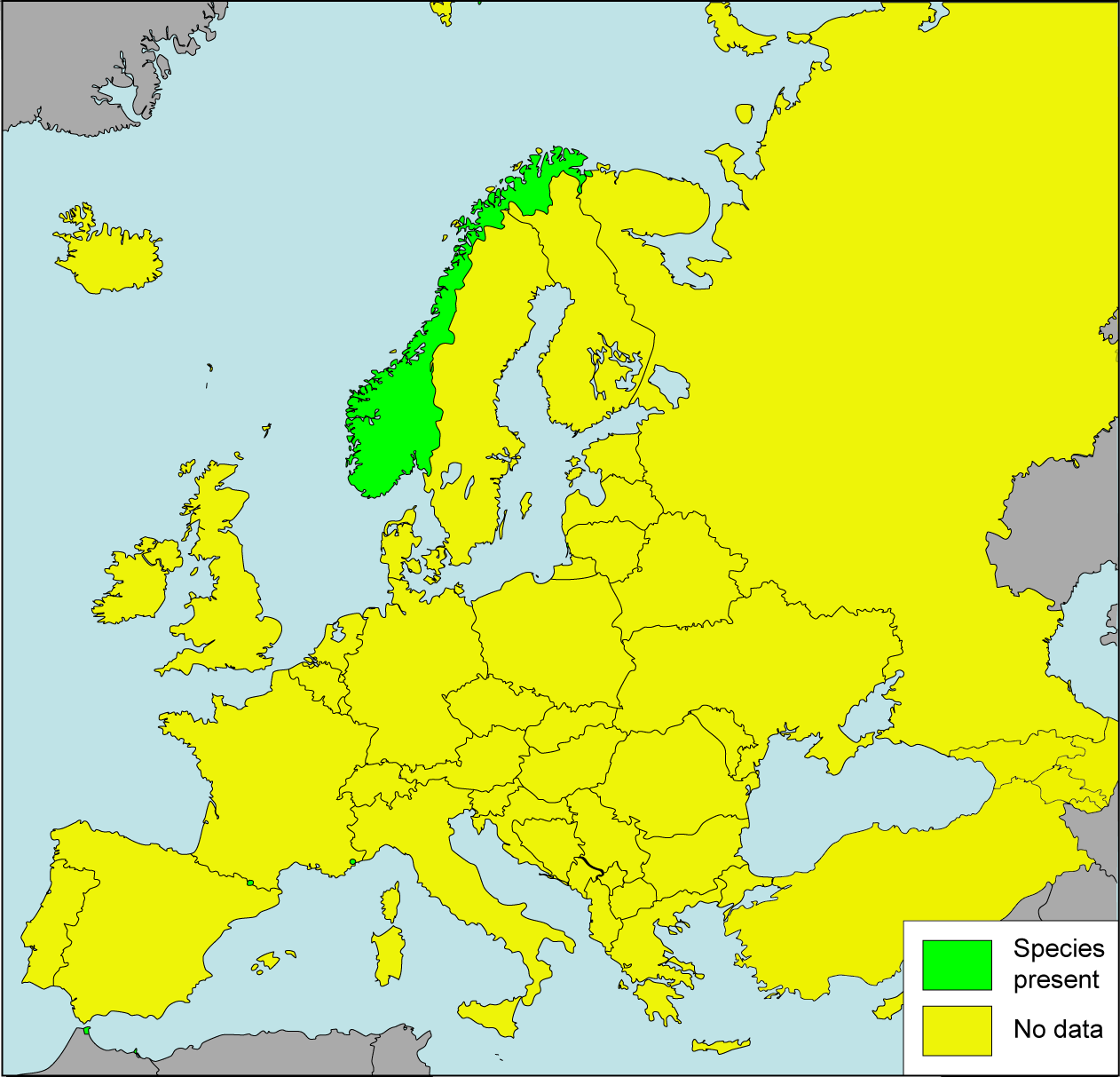